# Битка код Болмана
Битка код Болмана (или Болманска битка) је вођена од 6. до 21. марта 1945. године између јединица Југословенске армије, Црвене армије и Бугарске армије на једној страни и јединица немачког Вермахта на другој страни. Победу су однеле јединице ЈА и Црвене армије. Ова битка је била друга највећа вођена битка у Барањи после битке код Батине.

## Увод
Јединице немачког Вермахта су, након пробоја Вировитичког мостобрана, избиле иза леђа Трећем украјинском фронту на комуникацију Батина–Бели Манастир–Печух како би успориле даље ослобођање Мађарске од стране јединица Црвене армије. Почетком марта 1945, јединице Шеснаесте војвођанске дивизије налазиле су се 6 км од села Болман.
Немачке јединице тукле су положаје код Болмана и покушавале да се пребаце преко Драве између Валпова и Доњег Михољца. Циљ им је био да избију на сектор Беременд–Петловац–Болман, што би им омогућило заузимање Печуха.
Дана 5. марта, немачке јединице успеле су да направе мали мостобран код Болмана. Јединице Шеснаесте и 51. војвођанске дивизије тада су чврсто држале своје положаје и тај мостобран не би представљао већу препреку да 11. немачка дивизија није успела да освоји још 43 мостобрана на сектору који је држала Прва бугарска армија. Тако је ситуација постала озбиљна.

## Битка
Јединицама војвођанских дивизија било је наређено да крену према Болману и Мајишким Међама, јер је непријатељ кренуо у напад и заузео Болман. Друга војвођанска бригада добила је задатак да се спусти испод села Јагодњака, а Петнаеста војвођанска бригада „Шандор Петефи“ задатак да заузме део фронта од Јагодњака до Мајишких Међа.
Битка је започела паљбом 25 минобацача на Болман, који су припремали терен јединицама ЈА. Након завршетка паљбе, јединице су кренуле у јуриш и заузеле положаје на улазу у село. Првог дана битке, јединице ЈА два пута су заузеле село, али нису успеле да га задрже. Немачке јединице су покретале један напад за другим, те тако нису дале времена јединицама ЈА да организују одбрану. Немци су у међувремену успели да поставе понтонски мост на Драви и почели да пребацују нове јединице у битку.
Прелажење села из руку ЈА у руке Вермахта наставило се наредних петнаест дана. Кроз то време, ЈА је седам пута заузела Болман и шест пута га напустила. У међувремену је била сломљена контраофанзива Вермахта код Блатног језера, па су напади непријатеља на болманском мостобрану почели да јењавају. Дана 21. марта увече, одлучено је да се изведе последњи јуриш за коначно заузимање Болмана. Јуриш је започео у 7 часова увече и након кратких борби, непријатељ је почео да се повлачи. Борбе су завршиле до 9 часова исте вечери.

## Исход
На крају битке, Вермахт је имао 4.000 војника избачених из строја, а ЈА 400 погинулих бораца.
За успехе у тим борбама, јединице Треће југословенске армије добиле су признање штаба Трећег украјинског фронта Црвене армије.